# Trynidad i Tobago na Letnich Igrzyskach Olimpijskich 2004
Trynidad i Tobago na XXVIII Letnich Igrzyskach Olimpijskich w Atenach reprezentowało 19 sportowców (9 kobiet i 10 mężczyzn) w 4 dyscyplinach. Był to 15 start mieszkańców Trynidadu i Tobago na letnich igrzyskach olimpijskich.

## Zdobyte medale
| Medal | Zawodnik      | Dyscyplina sportowa | Konkurencja                    |
| ----- | ------------- | ------------------- | ------------------------------ |
| Brąz  | George Bovell | Pływanie            | 200 m stylem zmiennym mężczyzn |